# УР-77
УР-77 «Метеорит» (в просторечии: «Змей Горыныч») — советская боевая машина, самоходная реактивная установка разминирования. Создана на базе самоходной гаубицы 2С1 «Гвоздика». Серийно производится с 1978 года взамен УР-67.

## Конструкция
Установка УР-77 создана на базе самоходной гаубицы 2С1 «Гвоздика». Машина имеет сварной бронированный корпус, на котором в кормовой части размещена пусковая установка с боекомплектом из двух зарядов.
В экипаж установки входят два человека:
1. Механик-водитель;
2. Командир-оператор.

УР-77 способна проделывать безопасные проходы в противопехотных и противотанковых минных полях во время боя. Ширина прохода составляет около 6 метров, а длина от 80 до 90 метров. Несмотря на то, что УР-77 не предназначена для разминирования противопехотных мин, установка может расчищать противопехотные минные поля от американских мин нажимного действия М14, создавая проходы шириной до 14 метров. Разминирование осуществляется путём возникновения ударной волны от взрыва заряда, которая воздействует на взрыватель мины. Однако полное разминирование не гарантируется. Так, например, могут остаться целыми мины, имеющие взрыватели двукратного нажатия (мина ТМ-62 со взрывателем МВД-62 или Mk7 со взрывателем № 5 Mk4), противопехотные мины натяжного действия. Не реагируют на взрывную волну магнитные, сейсмические и инфракрасные взрыватели.

## Вооружение
В качестве основного вооружения БМ используются заряды разминирования. Одна установка способна перевозить два заряда. Один заряд расчищает прямоугольник со сторонами 90х6 метров в минном поле. Установка УР-77 может использовать заряды марок УЗ-67, УЗП-77 и ЗРШ.
В процессе запуска заряда и разминирования, экипаж остаётся внутри машины. Заряд разминирования представляет собой капроновую оболочку, заполненную взрывчатым веществом, внутри которого проходит детонирующий кабель. Подача заряда на минное поле противника осуществляется пороховыми ракетами, буксирующими в полёте заряд разминирования. В конце активного участка траектории полёта срабатывает разъединительное устройство, отсоединяя ракеты. Тормозной канат создаёт торможение заряда при приземлении. После падения заряда машина отъезжает назад, тянет за тормозной канат, натаскивая заряд на минное поле и спрямляя его. С пульта управления через провода электроимпульс подрыва подаётся на детонирующий кабель, который инициирует взрыв всего заряда разминирования. В результате подрыва заряда детонируют мины на минном поле, и в нём образуется проход для техники и личного состава. Время одного полного цикла разминирования составляет около 3—5 минут. Перезарядка занимает около 30—40 минут.
| Таблица ТТХ зарядов, используемых установкой УР-77 |                  |              |         |              |                  |                   |                            |
| Марка заряда                                       | Длина заряда, м  | Масса ВВ, кг | Тип ВВ  | Дальность, м | Длина прохода, м | Ширина прохода, м | Год принятия на вооружение |
| УЗ-67                                              | 83               | 665          | Тротил  | 200/350      | 75..80           | 6                 | 1967                       |
| УЗП-77                                             | 93               | 725          | ПВВ-7   | 250/500      | 80..90           | 6                 | 1977                       |
| ЗРШ                                                | 6 (длина секции) | 41           | ТГАФ-25 |              | 100              | 6                 |                            |

## Боевое применение
- Афганская война[2]

- Первая и Вторая чеченская война — использовались российскими войсками[6]. 25 февраля 1995, около Грозного, в результате ряда ошибок, огнём УР-77 были убиты 28 бойцов прокопьевского и новокузнецкого ОМОНа[7]. Во второй чеченской войне установки активно использовались для «уничтожения чеченских населённых пунктов», а так же в боях за Комсомольское[8][9] в качестве наступательного вооружения для обстрелов жилых домов[10];
- Война в Донбассе — использовалась российскими войсками[11] и сепаратистами при штурме Донецкого аэропорта[12][8]. В последующие годы установка неоднократно была замечена на полигонах и в местах хранения вооружения на неподконтрольных Украине территориях, наряду с современной версией УР-07. Кроме того Россия передала на вооружение сепаратистам буксируемый УР-83П. Также УР-77 использовался украинскими военными для уничтожения окопов сепаратистов[8][13][14].
- Гражданская война в Сирии — используется российскими и сирийскими войсками, использовалась в битве за Дамаск[8];
- Вторжение России на Украину — использовалась российскими войсками при штурме Мариуполя и Рубежного в ходе вторжения на Украину. По состоянию на 21 апреля 2022 года, четыре УР-77 были уничтожены, девять захвачены украинской стороной или брошены[8]. Также было замечено использование российскими войсками в наступательных целях для обстрелов городских кварталов (в частности в боях за Рубежное)[10]. УР-77 использовался украинскими войсками в ходе контрнаступления для разминирования минных полей и прорыва линий российской обороны, а также для обстрела российских позиций[15][16].

## Операторы
- Азербайджан — 1 единица на 2024 год[17]
- Беларусь — на вооружении на 2024 год[17]
- Россия — на вооружении на 2024 год[17]
- Сирия — на вооружении на 2024 год[17]
- Украина — на вооружении на 2024 год[8]

## Оценка машины
Ведь американских установок равных по боевым качествам УР-77 нет даже в начале XXI века. Согласитесь, что размещение двух комплектов удлинённого заряда разминирования М58 MICLIC на мостоукладчике AVLB взамен моста не самое лучшее решение (тем более, что сами американцы признают, что опыт применения таких установок (AVLM) в 91-м году во время операции «Буря в пустыне» показал, что в половине случаев пуски заканчиваются неудачей).

Установки же УР-67 прошли обкатку во время арабо-израильской войны 1973 года и целого ряда других войн в Африке и Индокитае. Опыт их применения родил УР-77, в которой недостатки присущие УР-67 были устранены.— Веремеев Ю. Г.

## Дальнейшее развитие
На рубеже 1990-х — 2020-х годов были разработаны опытные образцы машин дистанционного разминирования на базе шасси БМП-3, как дальнейшая модернизация и развитие УР-77:
- УР-93;
- УР-07 и УР-07М «Пересортировка»[20];
- УР-15 «Метеор». Применяются 5 удлинённых зарядов разработанные в рамках НИОКР «Разрез» вместо 2-х УЗП-77 или УЗП-83.

## Музейные экспонаты
- Музейный комплекс УГМК, г. Верхняя Пышма, Свердловская область.
- Музей военной техники. г. Советск. Калининградская область.